# مورشن
مورشن (به آلمانی: Morschen) یک شهر در آلمان است که در شوالم-ادر واقع شده‌است. مورشن ۳٬۸۲۶ نفر جمعیت دارد.